# Герберт, Генри, 4-й барон Герберт из Чербери
Генри Герберт, 4-й барон Герберт из Чербери (англ. Henry Herbert, 4th Baron Herbert of Chirbury; ок. 1640 — 21 апреля 1691) — английский дворянин, военный и политик.

## Биография
Младший сын Ричарда Герберта, 2-го барона Герберта из Чербери (ок. 1604—1655), и леди Мэри Эгертон (ок. 1604—1659), дочери Джона Эгертона, 1-го графа Бриджуотера.
Генри вместе со своим старшим братом Эдвардом участвовал в неудачном роялистском восстании под руководством сэра Джорджа Бута в Чешире в 1659 году. В 1672—1678 годах он служил в качестве капитана кавалерийского отряда под командованием герцога Монмута во Франции.
В декабре 1678 года после смерти своего старшего брата Эдварда Герберта, 3-го барона Герберта из Чербери (1633—1678), не оставившего после себя детей, Генри Герберт унаследовал титулы 4-го барона Герберта из Чербери и 4-го барона Герберта из Каслайленда.
20 декабря 1679 года Генри Герберт был назначен хранителем рукописей (custos rotulorum) графства Монтгомеришира. Присоединился к партии герцога Монмута и выступал против Якова Стюарта, герцога Йоркского.
5 января 1680 года он был одним из петиционеров, требовавших созыва парламента с целью принятия билля об отводе, а позже он присоединился к своему двоюродному брату Генри Герберту (1654—1709) в продвижении Славной революции в 1688 году. С 1689 по 1691 год занимал должность казначея двора Вильгельма III и Марии II.
Примерон в декабре 1681 года Генри Герберт женился на леди Кэтрин Ньюпорт, дочери Фрэнсиса Ньюпорта, 1-го графа Брэдфорда, и леди Дианы Рассел. Их брак был бездетным.
21 апреля 1691 года Генри Герберт, 4-й барон Герберт из Чербери, скончался. Он оставил все свое имущество своему племяннику Фрэнсису Герберту (1667—1719) из Окли-Парка, Шропшир, сыну своей сестры Флоренс и Ричарда Герберта (1629—1676). Сын Фрэнсиса Герберта, Генри Артур Герберт (1703—1772), был назначен лордом Гербертом из Чербери и графом Поуисом в 1748 году.